# 1484
| 1484               |
| ------------------ |
| Dødsfald - Fødsler |
|                    |

| Gregoriansk kalender | 1484 MCDLXXXIV          |
| Ab urbe condita      | 2237                    |
| Armensk kalender     | 933 ԹՎ ՋԼԳ              |
| Kinesiske kalender   | 4180 – 4181 癸卯 – 甲辰 |
| Etiopisk kalender    | 1476 – 1477             |
| Jødisk kalender      | 5244 – 5245             |
| Hindukalendere       |                         |
| - Vikram Samvat      | 1539 – 1540             |
| - Shaka Samvat       | 1406 – 1407             |
| - Kali Yuga          | 4585 – 4586             |
| Iransk kalender      | 862 – 863               |
| Islamisk kalender    | 889 – 890               |

Konge i Danmark: Hans 1481-1513
Se også 1484 (tal)

## Født
- 1. januar – Ulrich Zwingli, schweizisk reformator

## Dødsfald
- 4. marts Sankt Kasimir